# 仲井洋平
仲井 洋平（なかい ようへい、1989年12月25日 - ）は、愛知県豊橋市出身の元社会人野球選手（投手）。右投右打。三菱自動車岡崎硬式野球部でプレーした。

## 経歴

### 学生時代
小学3年生から「向山ビクトリー」で野球を始め、豊橋市立中部中学校では軟式野球部に所属。中学卒業後は進学校である愛知県立時習館高等学校に入学。3年生のとき、184cmの長身から繰り出す最速138km/hの速球と多彩な変化球が持ち味の右の本格派としてエースで4番打者を務めた。高校時代は同年夏の愛知大会4回戦が最高成績。長身投手であることから「東三河のダルビッシュ」と呼ぶ声もあったが、甲子園出場経験のない無名の存在だった。
早慶戦に憧れ、一浪の末、2009年、慶應義塾大学文学部に入学。1年のブランクがあったことから、腰の疲労骨折などの怪我に苦しみ、大学ではほとんどプレーができなかった。東京六大学野球リーグへの出場は3年生秋のリーグ戦が初で、通算7試合の登板で防御率1.50。全て救援での登板で、1勝もあげることができなかった。

### 社会人時代
大学卒業後も野球を続けるか迷っていたところ、当時の監督である座喜味大河の誘いがあったことで、2013年に三菱自動車岡崎硬式野球部に入部して社会人でも野球を継続。三菱自動車工業ではシステム基盤部エンドユーザーコンピューティングの社業に就く。入社後は怪我が癒え、1年目にウエイトトレーニングに励んだことで頭角を現し始める。2014年の第69回東京スポニチ大会では、強豪とされる東芝相手に被安打4の完封勝利をあげた。2017年は抑えの切り札として第88回都市対抗野球東海地区二次予選第1代表決定戦の胴上げ投手となった。しかし、本大会ではチームは都市対抗、日本選手権とも1回戦敗退。仲井はビハインドの場面での登板も経験した。この年のオフに投球フォームに改造すると、球速が上昇。さらに数種類のチェンジアップを織り交ぜて打者のタイミングを外す投球スタイルを確立させた。2018年8月、早稲田大学と慶應義塾大学の現役・OB混成チームによる「オール早慶野球戦」に参加し、久しぶりに大学時代のユニフォームに袖を通す。先発投手を務め、3回無失点で勝利投手になった。
2019年は第90回都市対抗野球大会東海地区二次予選で3試合に先発して防御率0.00を記録。都市対抗本大会初登板を果たし、Honda相手に2失点の投球で勝利を挙げ、これは入社7年目にして全国初白星であった。第45回社会人野球日本選手権大会では1回戦の対パナソニック戦で先発登板すると、毎回奪三振となる13奪三振、被安打は僅か1本に抑えて完封勝利を挙げる。日本選手権での毎回奪三振は大会史上8人目だった。準決勝の対大阪ガス戦に先発するも、逆転負けを喫し、チームは4強入りにとどまった。これらの活躍から、同大会の優秀選手賞に選出され、日本野球東海地区連盟の年間表彰では最優秀投手賞と特別賞（日本選手権毎回奪三振）を初受賞。当時すでに29歳だったことから“遅咲きのエース”として注目を集め、「伸びるタイミングはそれぞれ異なり、誰にでも可能性がある」とコメントし、「自ら考え、トレーニング方法を調べるなどして、指示待ちではなく能動的に練習してほしい」と野球少年へのエールも送った。
2020年、第91回都市対抗野球大会本大会への2年連続出場に大いに貢献。東海二次予選の第3代表決定トーナメント2回戦の対三菱重工名古屋戦では150球、第6代表決定戦の対西濃運輸戦では151球を投げ抜く熱投を披露した。しかし、本大会では登板機会のないまま、チームが敗退した。
2021年をもって三菱自動車岡崎から離れている。

## 選手としての特徴
社会人2年目の時点では球速は最速143km/hで、130km/h台前半の投球がほとんど。それでも、スライダーやフォークを効果的に駆使し、相手に的を絞らせない投球を見せた。その後、主に抑え役として、力投型で大きく振りかぶるフォームで最速152km/hを記録するまでになった。
しかし、先発を任されるようになる中で9回を投げ切れない投げ方であったことからフォームを試行錯誤。そのうち、体力の消耗を抑えるため、捕手のようにテイクバックがほとんど無く、まるで立ち投げのように力みの無い独特な投球フォームに辿り着いた。2020年には更に省エネを図り、右足の沈み込みを減らしている。このフォームになっても140km/h台中盤の球速は出せるが、試合中はほとんど130km/h台の球を放り、独特なフォームと、最速と最遅で20km/h以上も球速差のある直球と複数種類のチェンジアップの緩急の巧みな組み合わせで、打たせて取る投球を見せる。このフォームはまるで打撃投手のようにも見え、周囲からは「キャッチボール投法」と呼ばれる。